# Лоурайдер (автомобіль)

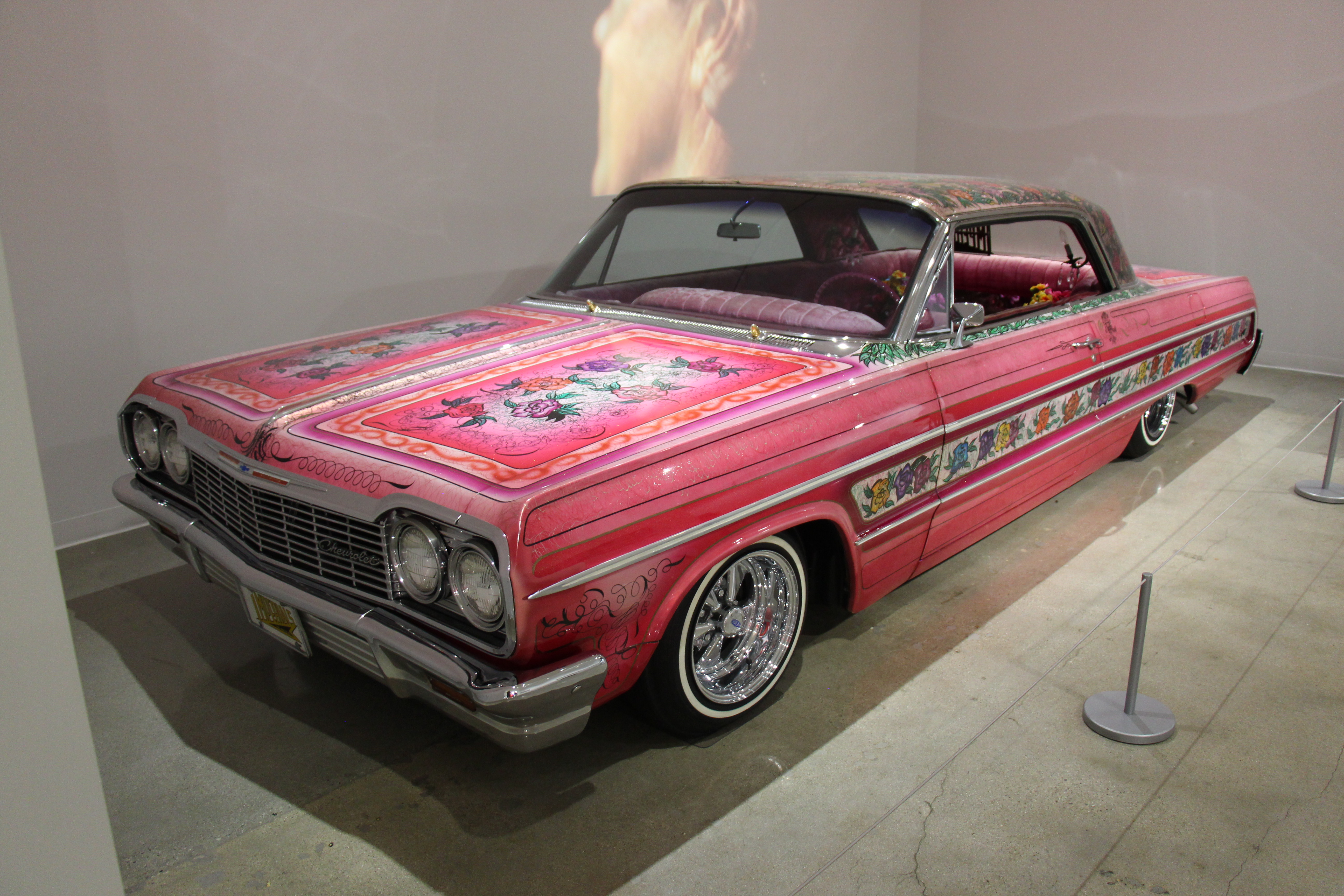
Chevrolet Impala 1964 року під назвою «Gypsy Rose», власником якого є Джессі Валадез, виставлена в Автомобільному музеї Петерсена. Він вважається одним із найвідоміших лоурайдерів, коли-небудь створених.

Лоурайдер — це кастомізований автомобіль із заниженим кузовом, який з’явився серед мексиканської молоді в 1940-х роках. Лоурайдером також називають водія автомобіля, який є учасником в автомобільних клубах лоурайдерів, які є частиною культури Чикано і з того часу поширилися весь світ. Ці  кастомізовані транспортні засоби також є витворами мистецтва, як правило, розмальовані зі складним, барвистим дизайном, мають унікальні естетичні особливості та їздять на колесах із дротяними спицями та шинами з білими стінками.
Диски лоурайдерів зазвичай менші за оригінальні колеса. Вони часто оснащені гідравлічними системами, які дозволяють регулювати висоту підвіски, що дає змогу опускати або підіймати автомобіль за допомогою перемикача. Це було винайдено після того, як лоурайдинг було визнано незаконним у Каліфорнії, і став мішенню для штрафів від поліції. Заборони лоурайдингу були визнані дискримінаційними стосовно культури чикано та латиноамериканців. Законодавство штату вимагало їх скасування у 2022 році, і деякі місцеві міські ради це зробили.

## Юридичні питання

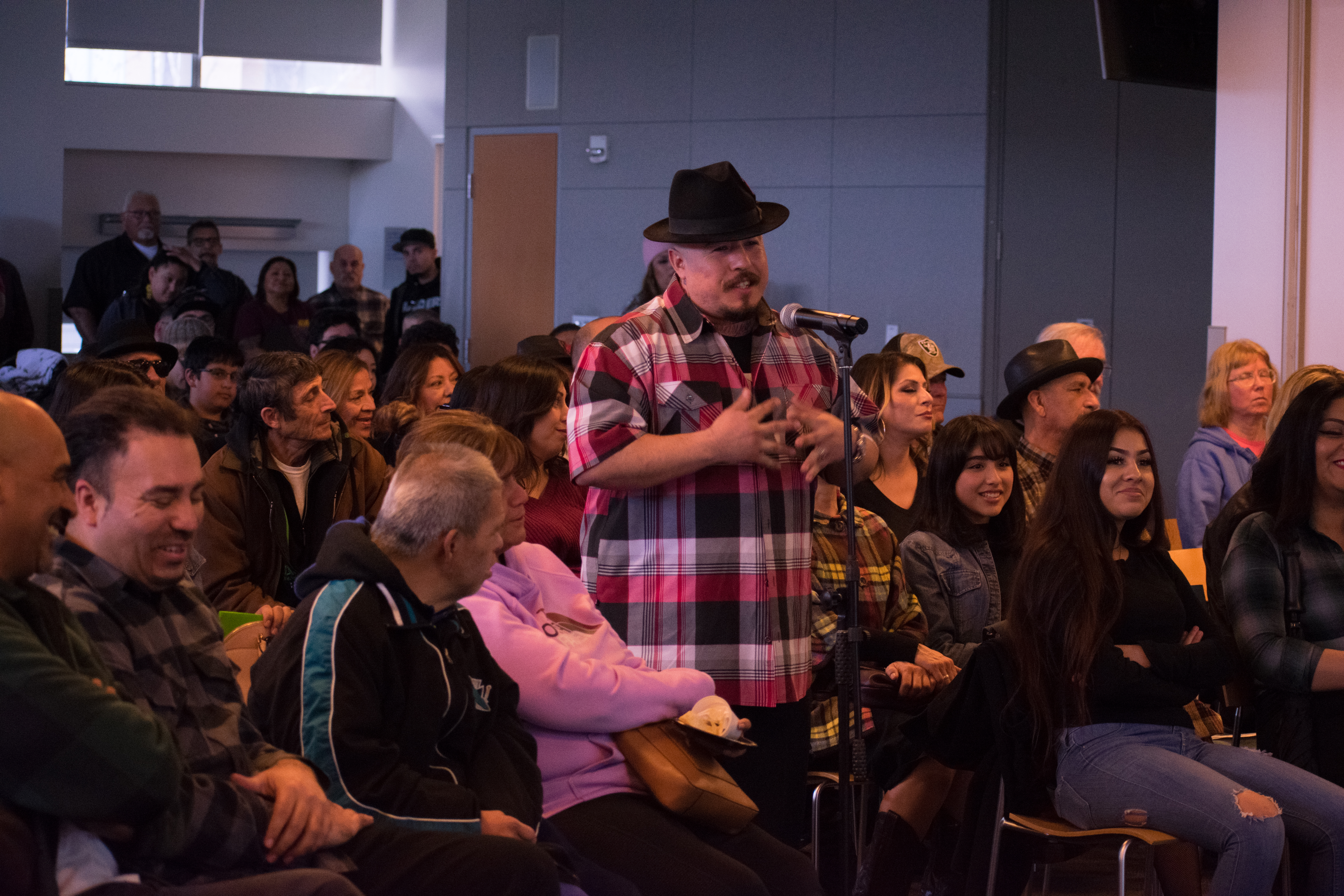
Публічна конференція про культуру та суспільство лоурайдерів у Сан-Хосе, Каліфорнія (2019). Місто одним з перших скасувало заборону на лоурайдинг у 2022 році

Зростання популярності призвело до зворотьної реакції: 1 січня 1958 року було введено в дію розділу 24008 Каліфорнійського транспортного кодексу, згідно з яким було заборонено експлуатацію будь-яких автомобілів, модифікованих таким чином, що будь-яка частина була нижчою за нижню частину колісних дисків. У 1959 році механік Рон Аґірре знайшов спосіб обійти закон, встановивши гідравліку, яка могла підіймати та опускати шасі General Motors X-Frame, натискаючи перемикач.

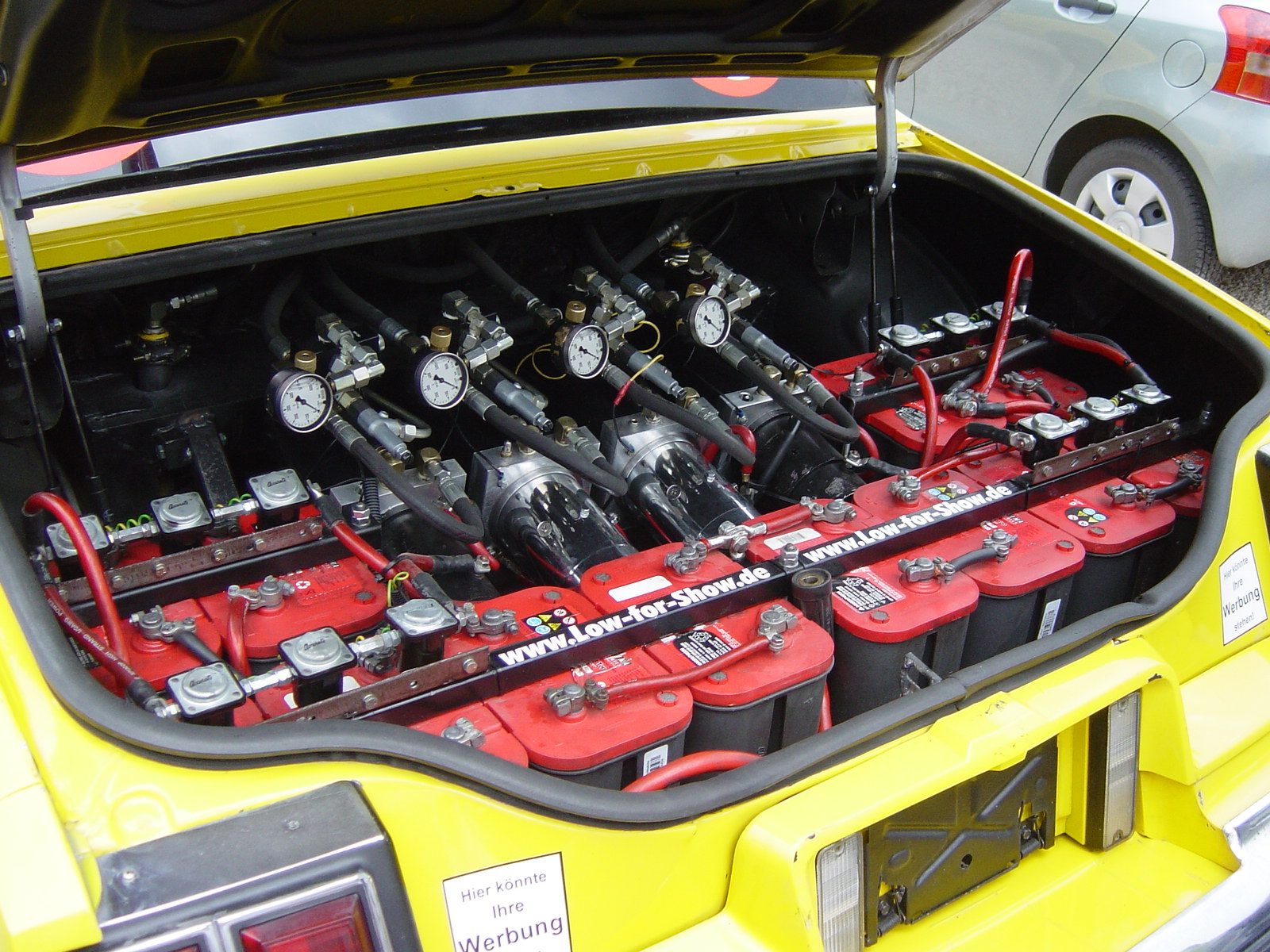
Гідравлічна система підвіски в багажнику Oldsmobile, працює від 12 акумуляторів і 4 гідравлічних насосів

Лоурайдинг став популярним у 1980-х і 1990-х роках, і в багатьох містах Каліфорнії були введені заборони. Він трохи відновив популярність у 2009 році, а потім значно під час пандемії COVID-19 у Сполучених Штатах. У 2020-х роках активісти стверджували, що ця практика нешкідлива, а її заборона — просто результат упередженого ставлення до американців мексиканського походження. У 2022 році Сан-Хосе і Сакраменто скасували свої заборони, які були введені в 1986 і 1988 роках відповідно. У 2022 році Асамблея штату одноголосно прийняла резолюцію, яка закликала всі міста, що залишилися під заборонами (включно з Нєшнл-сіті, який заборонив це в 1992 році), скасувати їх.

## Виноски
1. ↑  Gypsy Rose, the Most Famous Lowrider of Them All, Goes to Washington D.C. MotorTrend (англ.). 13 червня 2017. Процитовано 26 січня 2023.
2. ↑  Lowrider fans pay their final respects to owner of Gypsy Rose in East LA. ABC7 Los Angeles (англ.). Процитовано 26 січня 2023.
3. 1 2 3  Sturken & Cartwright, Marita & Lisa (2009). Practices of Looking: An Introduction to Visual Culture. Oxford University Press. с. 80. ISBN 978-0-19-531440-3.
4. ↑  Tatum, Charles M. (5 вересня 2017). Chicano Popular Culture, Second Edition: Que Hable El Pueblo (англ.). University of Arizona Press. с. 230. ISBN 978-0-8165-3652-8.
5. 1 2 3  PBS NewsHour. California ends cruising ban that targeted Chicano low-rider culture (англ.), процитовано 27 січня 2023
6. ↑  Stavans, I.; Augenbraum, H. (2005). Encyclopedia Latina: history, culture, and society in the United States. Encyclopedia Latina: History, Culture, and Society in the United States. Grolier Academic Reference. с. 51. ISBN 978-0-7172-5818-5. Процитовано 9 січня 2020.
7. 1 2  Ron Aguirre's 1956 Chevrolet Corvette - The X-Sonic - Kustomrama. kustomrama.com. Процитовано 27 січня 2023.
8. 1 2  Cruising in National City could make a legal comeback in 2023. San Diego Union-Tribune (амер.). 1 січня 2023. Процитовано 27 січня 2023.
9. ↑  TUNDRA_News. What Happened To Hydraulics? Nothing. It's Still Here. theTUNDRA (англ.). Процитовано 27 січня 2023.
10. 1 2  Sacramento repeals ban on lowriding
11. ↑  Hernandez, Daniel; Schaben, Allen J.; Chun, Myung J. (14 травня 2021). The lowrider is back: The glorious return of cruising to the streets of L.A. Los Angeles Times (амер.). Процитовано 16 лютого 2023.
12. ↑  State Assembly encourages California cities to repeal cruising bans. cbs8.com (амер.). 28 червня 2022. Процитовано 27 січня 2023.